# Peyne
Pour les articles ayant des titres homophones, voir Peine, Paine et Payne.
La Peyne est une rivière française du département de l'Hérault, en région Occitanie, et un affluent du fleuve l'Hérault.

## Géographie
Sa longueur est de 32,9 km.
Elle prend sa source vers Pézènes-les-Mines. Coulant vers le sud-est, elle passe ensuite à Vailhan (voir barrage des Olivettes), puis à proximité de Roujan. Elle reçoit le Bayèle sur sa rive gauche avant d'atteindre Pézenas.

### Communes et cantons traversées

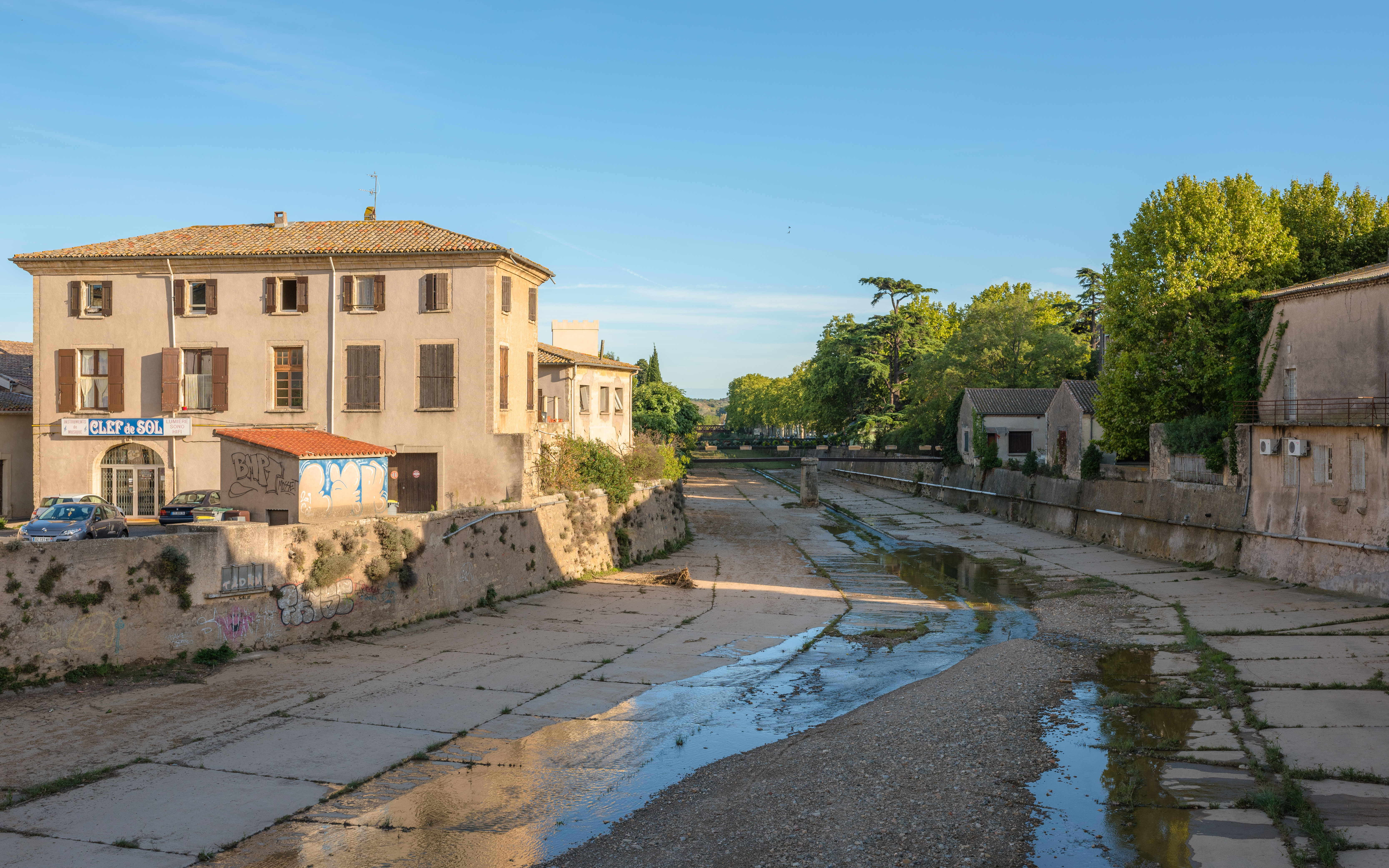
La Peyne à Pézenas.

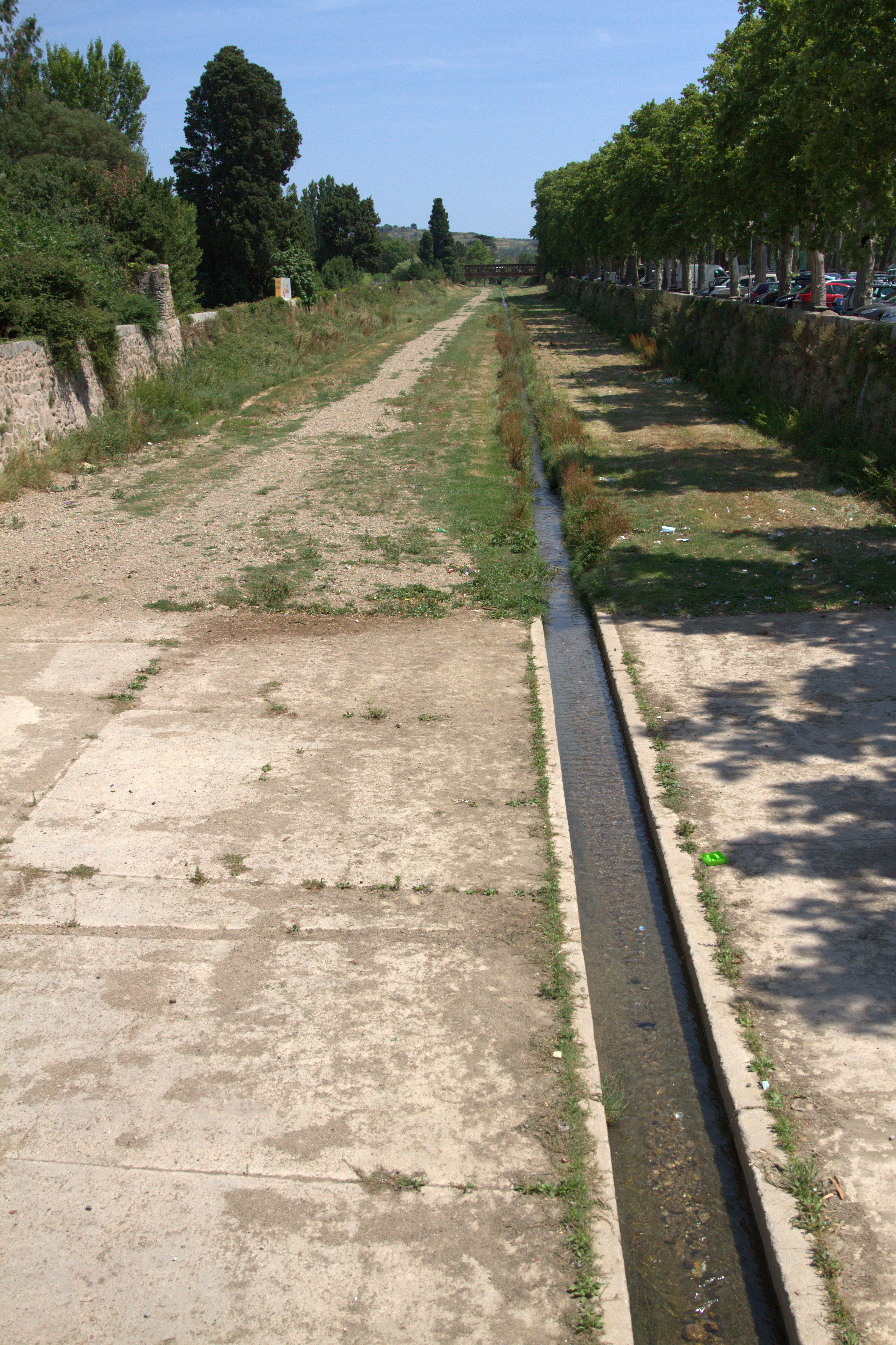
La Peyne à Pézenas.

Dans le seul département de l'Hérault (34), la Peyne traverse les six communes suivantes, de l'amont vers l'aval, de Pézènes-les-Mines (source), Montesquieu, Vailhan, Roujan, Caux, Pézenas (confluence).
Soit en termes de cantons, la Peyne prend source dans le canton de Clermont-l'Hérault, traverse le canton de Cazouls-lès-Béziers, conflue dans le canton de Pézenas, le tout dans l'arrondissement de Béziers.

### Bassin versant
La Peyne traverse une seule zone hydrographique « La Peyne » (Y234) de 120 km2 de superficie. Ce bassin versant est constitué à 59,66 % de « territoires agricoles », à 35,12 % de « forêts et milieux semi-naturels », à 4,53 % de « territoires artificialisés », à 0,48 % de « surfaces en eau ».

### Organisme gestionnaire
L'organisme gestionnaire est l'EPTB SMBFH ou syndicat mixte du bassin du fleuve Hérault, créé en 2009 et sis à Clermont-l'Hérault.

## Affluents
La Peyne a dix-huit affluents référencés dont cinq ont des sous-affluents :
- ruisseau de Mourissou
- ruisseau de Levers
- ruisseau de Pouzes
- ruisseau de la Margaride
- ruisseau de la Baysse
- ruisseau de Fer
- ruisseau de la Charette
- ruisseau de Font Rarens avec un affluent :
  - le ruisseau du Bousquet,
- ruisseau de Ribouyrel
- ruisseau de Roquemalière
- ruisseau de Rounel
- ruisseau de Bayèle  avec quatre affluents :
  - ruisseau de la Font de Garot,
  - le ruisseau de la Marelle
  - le ruisseau de la Prade,
  - le ruisseau de la Lande,
- ruisseau de Bourdic
- ruisseau le Vallat
- ruisseau de Maro
- ruisseau de Saint-Martial, avec trois affluents :
  - le ruisseau de Fraisse,
  - le ruisseau de Cornéliane,
  - le ruisseau de Lissac,
- ruisseau du Rieutord avec deux affluents :
  - le ruisseau de Famalette,
  - le ruisseau de Lauribelle
- ruisseau de Tartuguier, avec un affluent :
  - le ruisseau de la Garrigue,

### Rang de Strahler
Donc son rang de Strahler est de trois.

## Hydrologie
Les crues ont nécessité plusieurs aménagements.

## Aménagements et écologie
- le Barrage des Olivettes

## Étymologie
La Peyne (Pedena 1184) a donné son nom à Pézènes-les-Mines (de Pedenis 1187) et Pézénas (Pedenatis 990). Probablement préceltique, la racine est de sens inconnu.